# Sociedade Internacional de Mecânica das Rochas
A International Society for Rock Mechanics - ISRM ou, em português, Sociedade Internacional de Mecânica das Rochas, foi fundada em 1962 e conta com 5.000 membros em 46 países.
Os principais objetivos e propósitos dessa sociedade são:
1. Encorajar a colaboração internacional e a troca de idéias e informações entre os profissionais de  Mecânica das Rochas;
2. Incentivar o ensino, a pesquisa e o avanço dos conhecimentos em Mecânica das Rochas; e
3. Promover o alto padrão das práticas profissionais.